# Lagoa Henriques
António Augusto Lagoa Henriques (Lisboa, 27 de diciembre de 1923 — 21 de febrero de 2009) fue un escultor portugués.

## Datos biográficos
Inició  sus estudios artísticos en el Curso Especial de Escultura de la Escola de Belas-Artes de Lisboa, en 1945.
En julio de 1948 se trasladó a la Escola de Belas-Artes do Porto, donde tuvo como profesor y referencia principal en su formación a Salvador Barata Feyo.
Concluyó el Curso Superior de Escultura en 1954, en la Escola de Belas-Artes do Porto, con la presentación de un trabajo de plano relieve clasificado con la nota máxima (20 valores).
Le fueconcedida una bolsa de estudio por el  Instituto de Alta Cultura, partiendo para  Italia, donde permaneció tres años, gran parte de los cuales en Milán trabajando bajo la orientación del escultor  Marino Marini.
Fue  convidado por la Escola Superior de Belas-Artes do Porto, en 1958, para el puesto de profesor asistente de Escultura, lugar que   ocupó en 1959.
Entre 1963 y 1966 fue profesor efectivo de Dibujo de la Escola Superior de Belas-Artes do Porto.
En 1966 cambia, bajo su petición, a la Escola Superior de Belas-Artes de Lisboa, donde desempeña una acción pedagógica de gran importancia en  la enseñanza del Dibujo.
En 1974, cuando fueron reestructurados los cursos de la escuela donde es docente, fue el promotor de la creación de la disciplina de Comunicación Visual.
Falleció el 21 de febrero de 2009, pero su obra permanece y será empleada y recordada por muchos.

## Algunos premios recibidos
- Premio Soares dos Reis
- Premio Teixeira Lopes
- Premio Rotary Club de Oporto
- Premio Diogo de Macedo
- Premio de Escultura de la II Exposición de Artes Plásticas de la Fundación Calouste Gulbenkian
- 1.ª Medalla de la Sociedad Nacional de Bellas Artes de Portugal
- Medalla de Honor de la Exposición Internacional de Bruselas

## Obras
Entre las mejores y más conocidas obras de Lagoa Henriques se incluyen las siguientes:
- Fernando Pessoa, en Chiado, en Lisboa, que se encontra en la esplanada del Café A Brasileira.

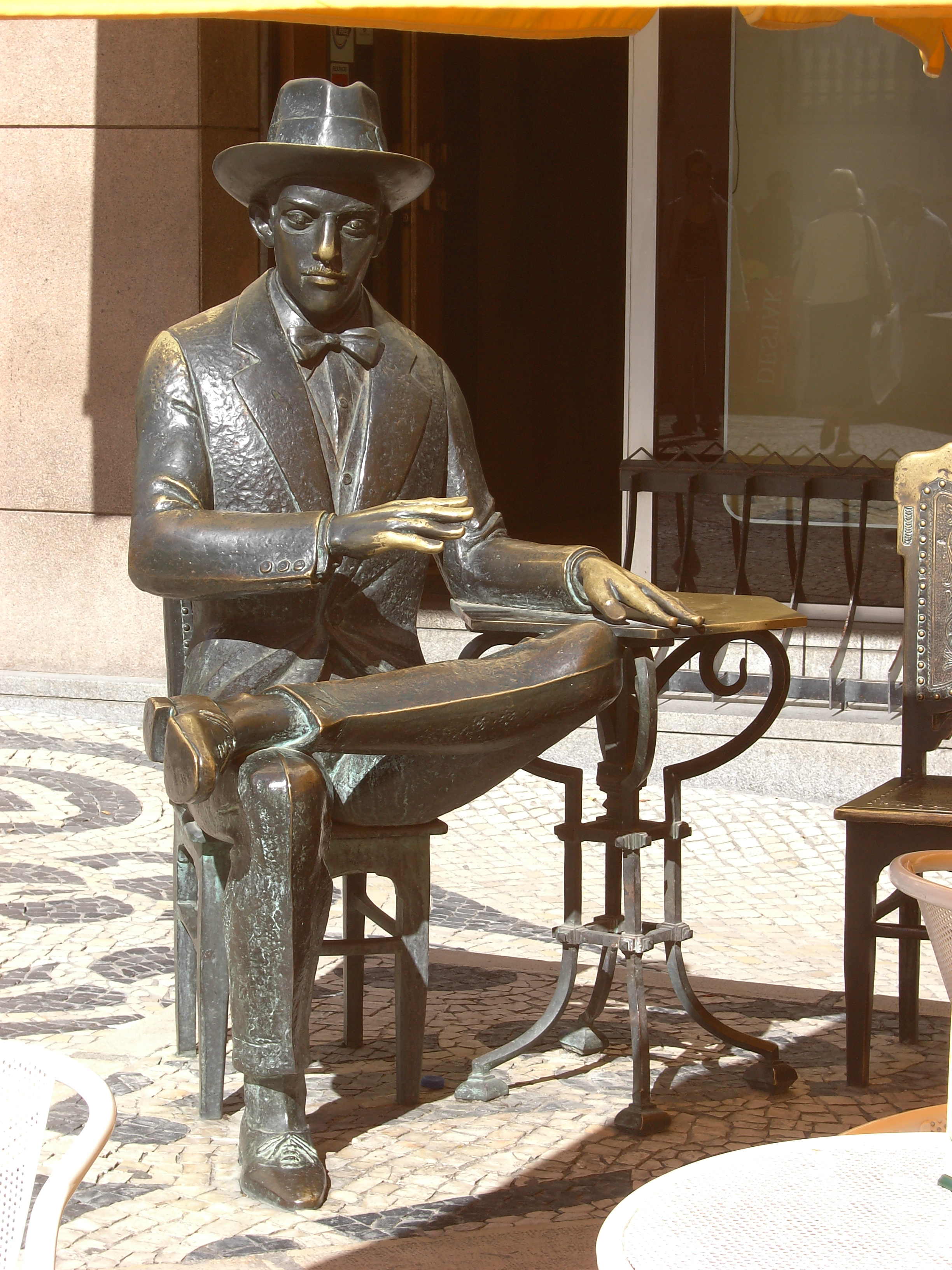
Fernando Pessoa, en Chiado
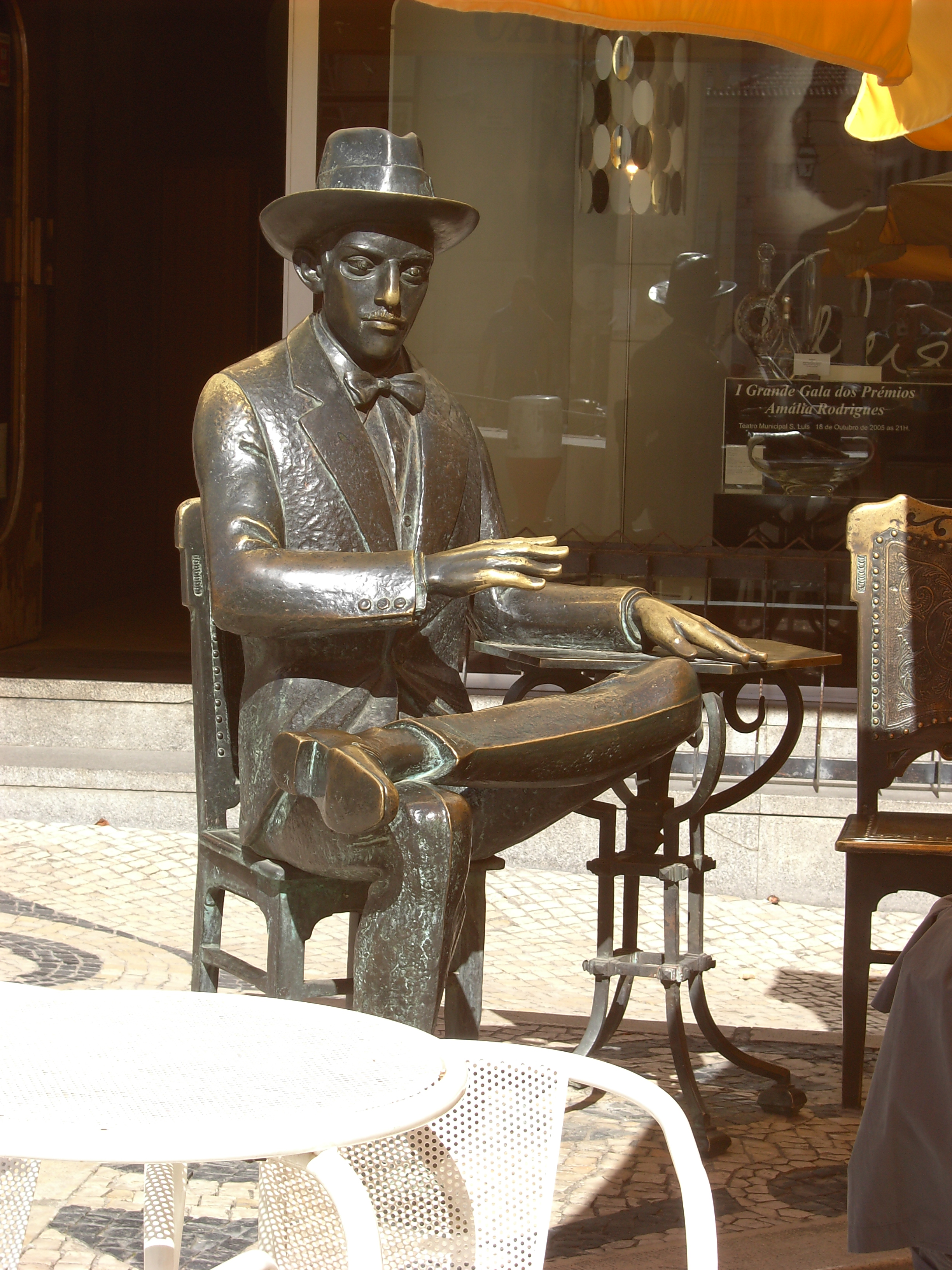
Fernando Pessoa, en Chiado
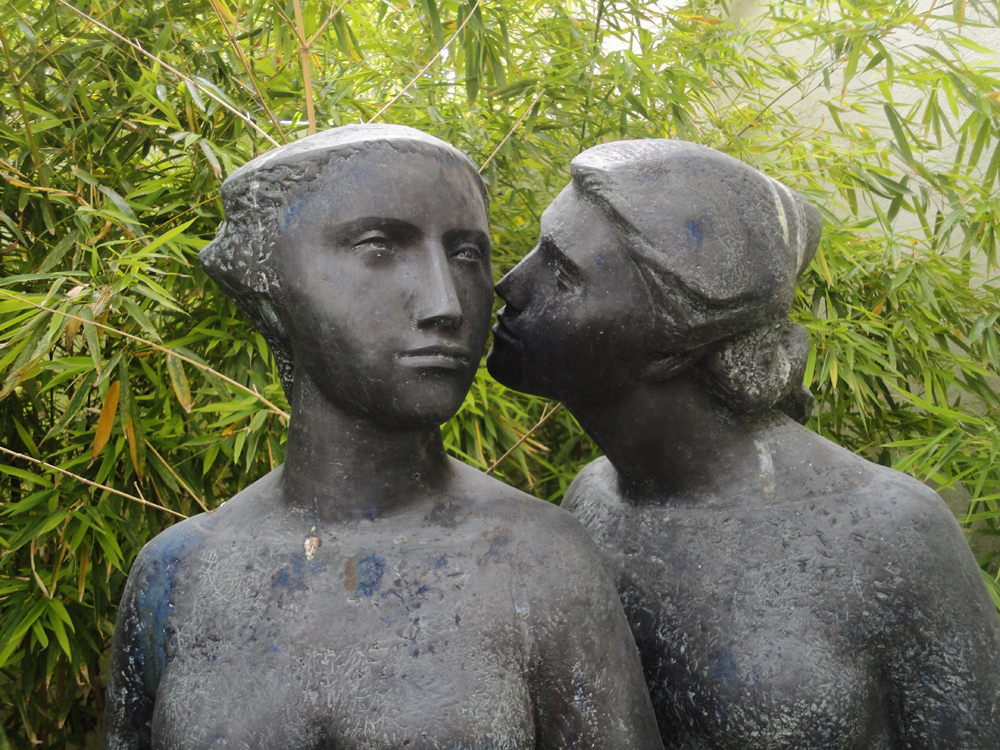
O Segredo (Lisboa)
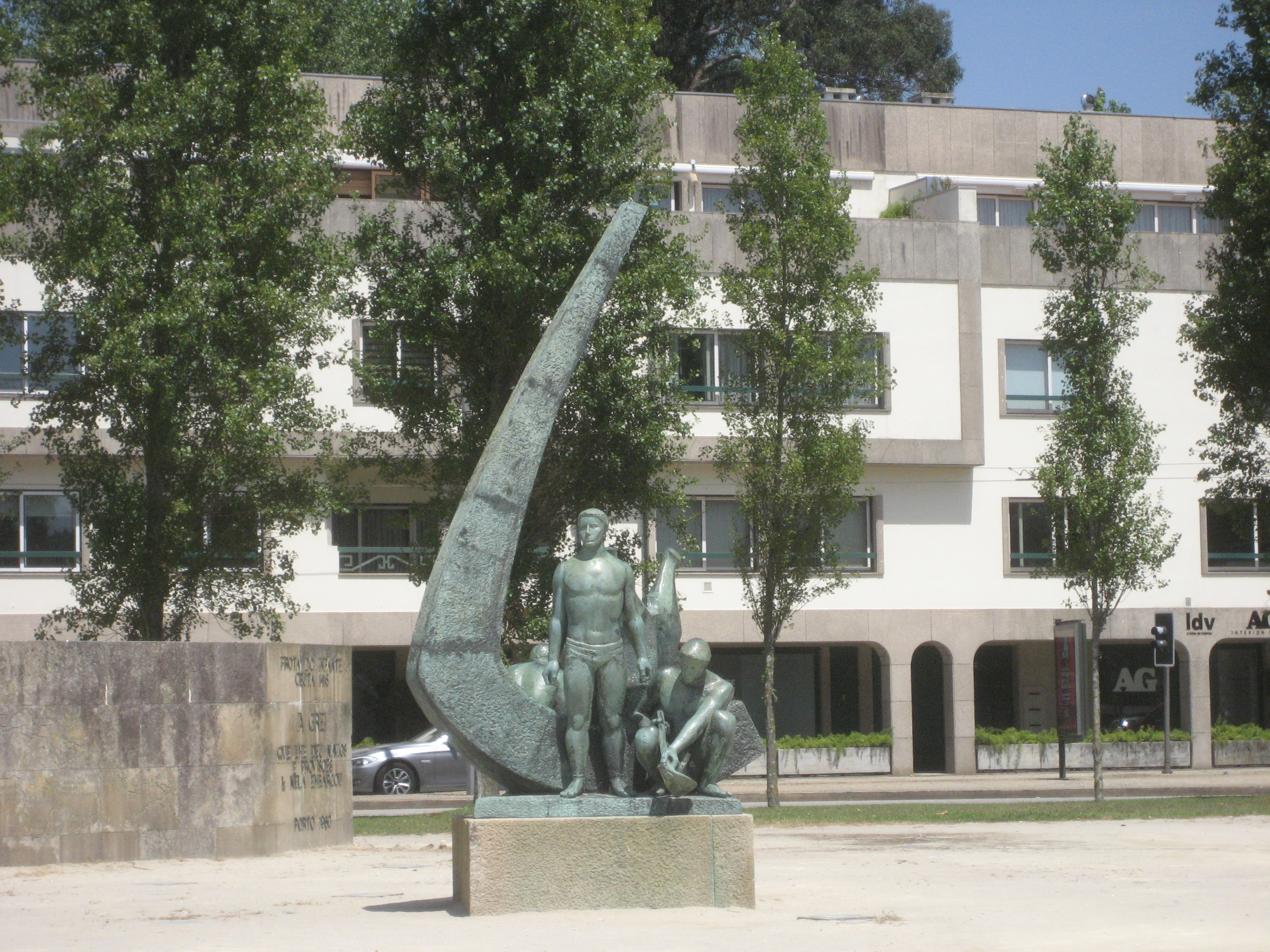
A Grei (Porto)